# Эрс-Рок (аэропорт)
Аэропорт Эрс-Рок (англ. Ayers Rock Airport), также известный как Аэропорт Коннеллан (англ. Connellan Airport) — аэропорт, расположенный в небольшом курортном городке Юлара (en.). Ближайший крупный населённый пункт — Алис-Спрингс расположен в 463 км (5 часах езды) к западу. В 20 минутах езды к югу от аэропорта находится скала Улуру — одна из главнейших достопримечательностей Австралии. Благодаря этому, аэропорт обслуживает более 400 000 человек в год и является двадцать четвёртым по загруженности аэропортом Австралии.
Аэровокзальный комплекс аэропорта включает в себя терминал, оборудованный стойками регистрации, багажной каруселью. На территории терминала расположены зоны вылета и прилета, магазины. Рядом с комплексом располагается автомобильная парковка для посадки и высадки пассажиров.

## История
Аэропорт был открыт Эй-Джеем Коннелланом, основателем авиакомпании «Connellan Airways», которая специализировалась на грузовых перевозках, авиапочте и скорой медицинской помощи в трудно доступных регионах. Для полетов использовались подаренные авиакомпанией Qantas самолеты Douglas DC-3. Расцвет аэропорта пришёлся на 1950-е с развитием туризма и повышенным вниманием к Улуру. В начале 1970-х было принято решение перенести аэропорт подальше от Улуру. В 1975 году в 15 км к северу от Национального Парка был построен новый аэропорт на площади в 104 км2, получившей название Юлара. Официальное открытие аэропорта состоялось в конце 1984 года.
6 августа 2000 года в 8:41 утра по местному времени Aэробус A320-211 авиакомпании «Ansett Australia» прибыл из Окленда, Новая Зеландия. На борту находился олимпийский огонь, который пронесли вокруг Улуру. После чего он начал своё путешествие по Австралии.

## Авиакомпании и направления

### Общая статистика
Данные из запроса в Викиданные.

## Технические данные
Аэропорт располагает ВПП с асфальтовым покрытием: 13/31 (2599 х 30 м), оборудованной визуальным указателем наклона глиссады (T-VASI). Наибольшее воздушное судно, использующее ВПП аэропорта — Boeing 737-800 авиакомпаний Qantas и Virgin Australia. Авиакомпания QantasLink совершает свои полеты на самолетах Boeing 717-200.